# Minerbe
Minerbe (Menèrbe in veneto) è un comune italiano di 4 629 abitanti della provincia di Verona in Veneto.
Di grande importanza storico-artistica, questo paese presenta numerosi monumenti e altri edifici in differenti stili architettonici.

## Geografia fisica

### Territorio
Il territorio comunale si estende su una superficie di 29,69 chilometri quadrati, di natura pianeggiante. La zona presenta un'altitudine che varia da 12 a 20 metri s.l.m. Non delinea notevoli corsi d'acqua, perlopiù canali collegati ai fiumi adiacenti al paese, specie l'Adige. Il terreno è abbastanza fertile e favorevole ad una proficua agricoltura.

### Clima
Il clima è continentale, per cui relativamente mite, con estati calde e afose, superando i 30 °C, ed inverni piuttosto rigidi, con temperature spesso sotto gli 0 °C. Le precipitazioni sono frequenti nei mesi di marzo, ottobre e novembre. D'inverno ed in autunno è consueto il fenomeno della nebbia. Le tre frazioni sono Santo Stefano, Anson e San Zenone, rispettivamente collocate a ovest, nord-ovest e a est del centro storico di Minerbe.

## Origini del nome
L'antico nome Vicus Minervinus, in onore della dea Minerva, subì nel corso degli anni alcune modifiche: nel 932 si tramutò in Minervae, nel 1027 Menervae, nel 1035 Menervio, nel 1228 Menerbio, quindi Minerbium, nel 1758 nuovamente Minervae, durante il periodo della republica di Venezia Menèrbe, fino ad essere Italianizzato in Minerbe.

## Storia

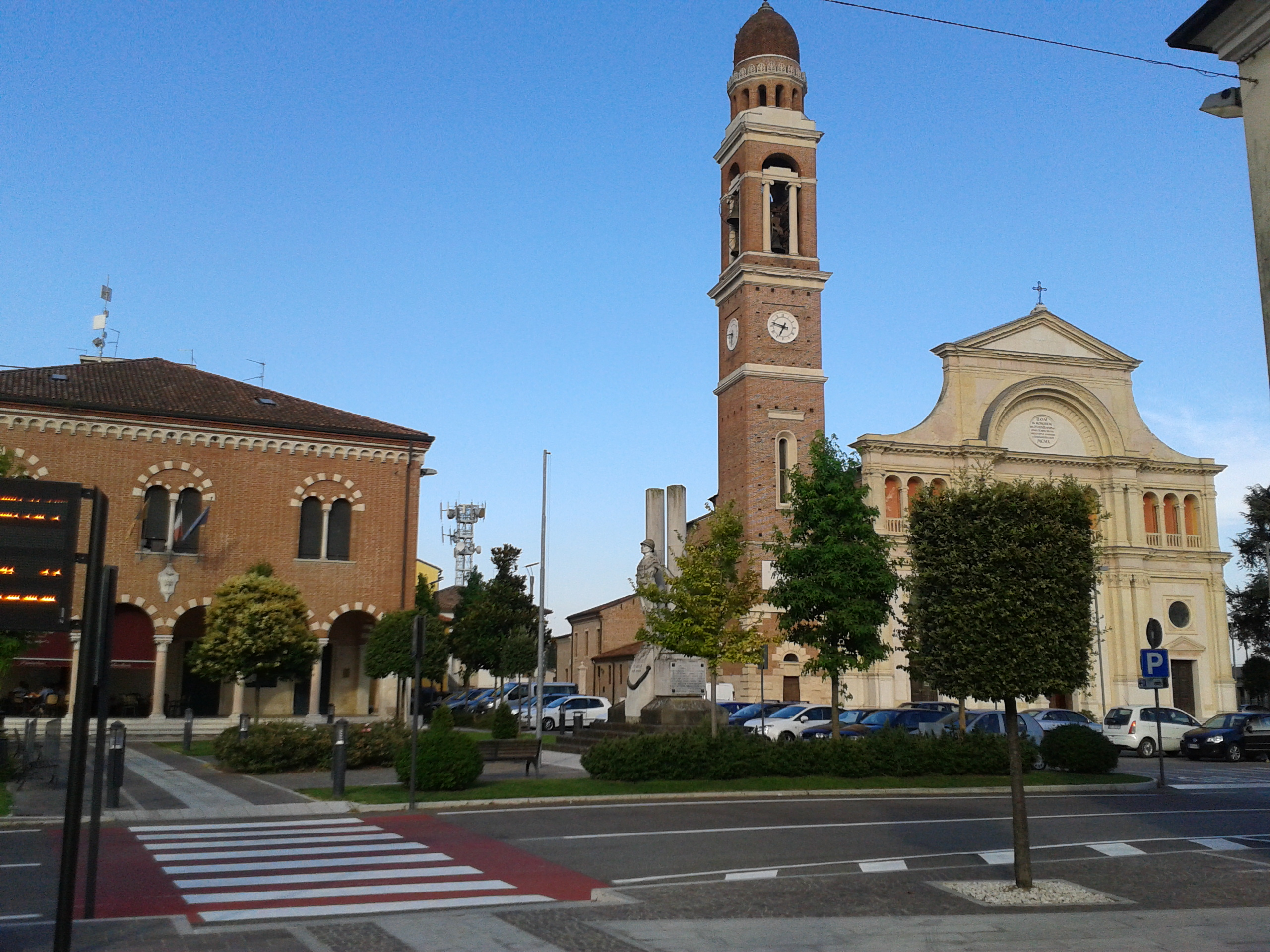
Piazza IV Novembre e il Monumento ai caduti nelle guerre

### Le origini e la dominazione romana
Minerbe è stata abitata in età antichissima, lo testimoniano i numerosi resti di civiltà precedenti a quella romana, risalenti molto probabilmente alla Prima Età del Ferro (900-350 a.C.), quando vi si stabilirono gli antichi Veneti. Vicus Minervinus è l'antica denominazione del villaggio fra i più fertili e progrediti al tempo dei Romani, che innalzarono un tempio dedicato alla dea Minerva nel luogo dove ora sorge la chiesa di San Zeno, sui muri della quale si può leggere un'epigrafe romana. Sembra che proprio qui San Zeno abbia predicato il cristianesimo, distruggendo il culto pagano e il tempio di Minerva. È da supporre che, a seguito dei ritrovamenti di centinaia di scheletri nei fondi di Weil Weiss e Stoppazzola, nel 312 d.C. avvenne una sanguinosa battaglia tra le truppe di Massenzio e quelle di Costantino.

### Dalla caduta dell'Impero Romano ai Comuni
Caduto l'Impero Romano, si verificò un progressivo degrado del territorio a causa delle frequenti invasioni barbariche. Il territorio di Minerbe fu in seguito di proprietà della Curia veronese che lo concesse in feudo al monastero di San Michele di Campagna fino al 1199, quando fu ordinato a "Comune" con l'estensione della zona d'influenza del Podestà Manfredino.

### Dalle Signorie al '500
Nel periodo di passaggio dai comuni alle signorie fu teatro di numerose guerre, fatti d'arme e saccheggi. Minerbe, considerata la scarsa importanza che in quell'epoca rivestiva, dovette rassegnarsi a sottostare ai vari eserciti che ne occuparono la zona. Che le vicende di Legnago interessassero il paese, risulta anche dalla presenza di Bonaventura da Minerbe, console dei mercanti veronesi, tra i cittadini legnaghesi, collocati in importanti posizioni alla guida della città di Verona nell'anno 1279. Quando nel 1312 Cangrande, dopo la conquista di Vicenza, si diresse verso Padova, i padovani passarono pure per Minerbe con azioni di saccheggio. Ad episodi guerreschi si alternarono a più riprese periodi di pace, finché nel 1386 i Carraresi, capitanati da Franceschino da Caldonazzo, invasero il veronese mettendolo a ferro e fuoco. In epoca successiva Venezia occupò il territorio e nel 1405 il doge Michele Steno investì del vicariato i conti Galeotto e Francesco Bevilacqua, confermando loro i diritti concessi nel 1336 dagli Scaligeri e aggiungendo la riscossione di parte delle decime. Dopo la Lega di Cambrai, il 26 settembre 1510 l'esercito francese, di stanza a Minerbe, subì una clamorosa disfatta e poco mancò che essi dessero alla fiamme il paese. Con il cessare delle ostilità nel 1517 si smobilitarono gli eserciti, molti soldati si riunirono in bande e seminarono in ogni luogo paura e ansia.

### Epidemie e calamità
Numerose devastazioni ed epidemie portarono la popolazione minerbese nello scompiglio e nel terrore: il saccheggio di Franceschino da Caldonazzo nel 1385-'86; due grossi incendi che distrussero quasi interamente il paese nel 1312 e nel 1436; le bande di predoni nel 1407; le ruberie dell'esercito francese durante la Lega di Cambrai nel 1509; l'epidemia di peste nel 1630 e di colera nel 1856; la spaventosa alluvione dell'Adige nel 1776. Il fiume Adige, infatti, è stato uno dei protagonisti della storia di Minerbe(da ricordare in primo luogo la deviazione del corso nell'autunno del 589, passata alla storia come "Rotta della Cucca"): gli argini del fiume venivano continuamente sorvegliati al fine di impedire l'ostruzione di canali di scolo, per curare il rimboscamento e per irrigare le risaie.

### Il periodo austriaco e l'Unità d'Italia
Gli anni dal 1796 al 1815 rappresentarono il periodo più rude per i durissimi episodi bellici tra l'esercito austriaco e quello francese, che portarono miseria e carestie. Dal 1815 al 1866 Minerbe subì, inoltre, il dominio da parte degli austriaci e il duro regime poliziesco impartito, fatto di soprusi e requisizioni che diede vita al fenomeno del banditismo. Addirittura rischiò di essere totalmente distrutta da incendi. Con l'annessione al Regno d'Italia, rifiorirono l'agricoltura e l'artigianato e la popolazione cominciò a crescere.

### Prima guerra mondiale

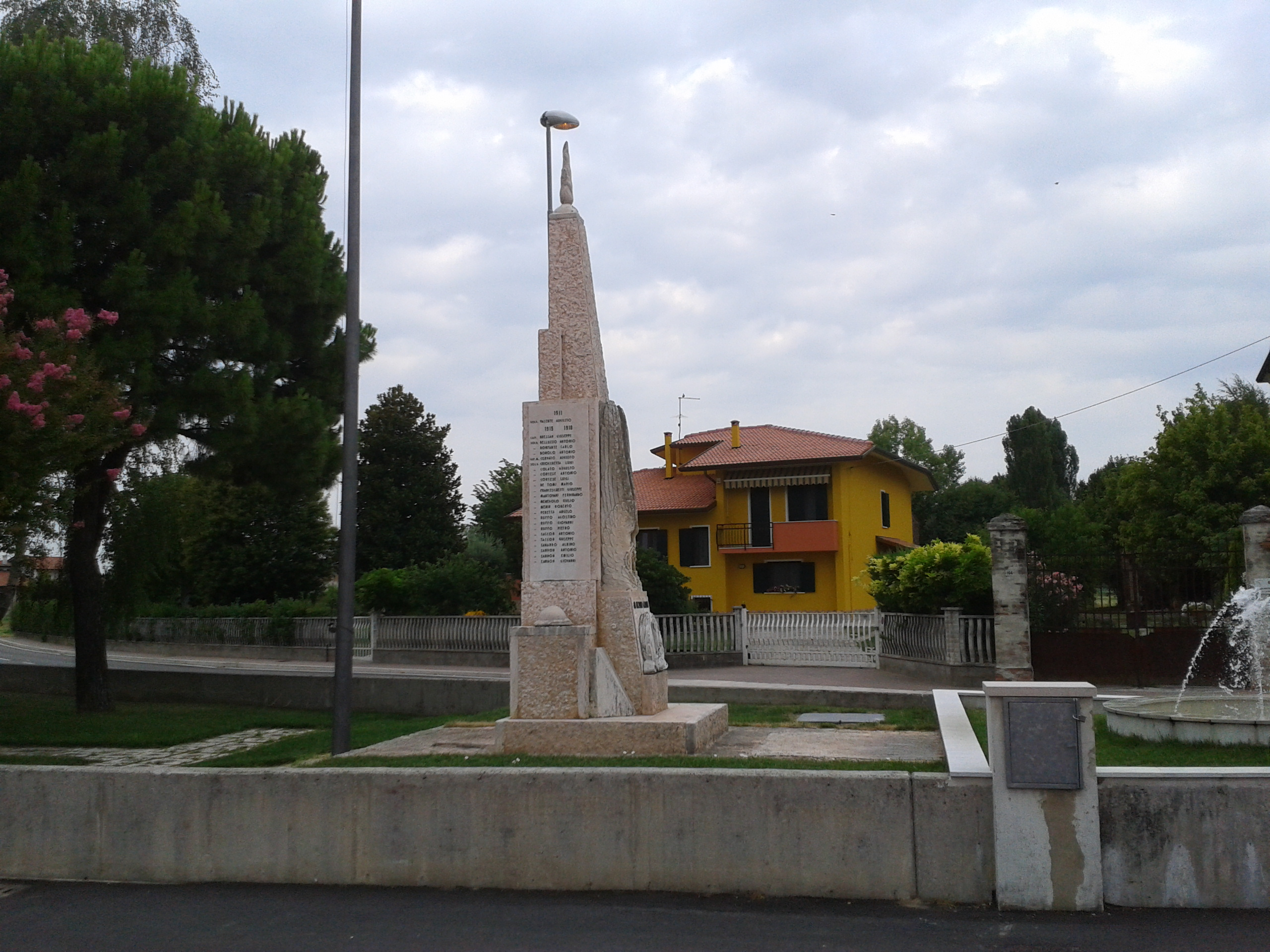
Monumento in memoria dei caduti a San Zenone

Per scopi militari nel 1910 era stato progettato un tracciato ferroviario che prevedeva il passaggio della ferrovia di Minerbe. Questo progetto fu realizzato durante la prima guerra mondiale per collegare Ostiglia con Treviso, con loscopo principale di alleggerire il traffico delle altre linee parallele esistenti. Il primo tronco ferroviario per trasporto passeggeri e merci venne inaugurato il 19 aprile 1925 alla presenza delle autorità locali. Perché la stazione fosse collegata alla piazza si dovette abbattere il muro tra le scuole comunalie la chiesa. Il "Viale" venne aperto nel 1926. Nell'anno 1922, per commemorare i caduti per la patria fu posto al centro del piazzale un monumento. Il 13 dicembre alle ore sette di mattina s'incendiò il municipio e tutti gli archivi, tranne lo "stato civile", vennero distrutti dalle fiamme. In questo periodo il Comune acquistò il terreno per la costruzione del campo sportivo e l'annesso fabbricato. Nel campo, oltre alle partite di calcio, si tenevano anche esercitazioni e saggi ginnici e nel periodo estivo, per diversi anni venne usato come "Colonia elioterapica". A causa delle zanzare, che nelle risaie del paese trovavano il loro habitat ideale, si verificarono parecchi casi di malaria, che colpirono principalmente i bambini per cui venne aperta a San Zenone una "Colonia antimalarica". Una delle mete da raggiungere era la massima produzione di grano, promuovendo a tal scopo una battaglia intesa a migliorarne la produzione, lo sfruttamento dei terreni coltivabili e la commercializzazione.

### Seconda guerra mondiale
Minerbe restò danneggiata anche nella seconda guerra mondiale, pagando il pesante tributo anche di vite umane. In paese momenti di terrore e di sgomento vennero vissuti il 25 agosto 1944, quando nel corso di un'incursione aerea venne mitragliato un convoglio ferroviario composto da ventiquattro vagoni-cisterna; quasi istantaneamente prese fuoco e l'enorme nube nera che ne derivò offuscò per qualche ora il luogo. Il giorno di Natale dello stesso anno, nel corso di un bombardamento aereo vennero presi di mira la stazione ferroviaria e dintorni: l'azione fortunatamente non causò vittime, ma seminò grande spavento tra la popolazione. Durante la stessa guerra ben tre aerei toccarono il suolo di Minerbe in circostanze drammatiche. Il 22 aprile 1945 alcune bombe incendiarie, sganciate in contrada Ronchi, tranciarono nella loro caduta i fili elettrici dell'alta tensione. Le scintille prodotte fecero prendere fuoco un pagliaio costruito sopra un rifugio anti schegge: qui trovarono la morte tre persone. Il giorno successivo venne colpito il passaggio a livello in località Santa Croce. Il 26 aprile si ebbe un terribile cannoneggiamento che, iniziato nel pomeriggio, durò tutta la notte. Alcune granate caddero in Corte Pastoroni provocando la distruzione di diverse case; colpirono anche un rifugio scavato nel terreno causando la morte di due persone. Il mattino seguente fecero ingresso a Minerbe le truppe Americane. Durante il periodo bellico ci furono anche altri tragici fatti che causarono la morte di alcune persone.

### Dal 1945 ad oggi
Con la fine dei conflitti la vita del paese riprese normalmente e tutte le attività ebbero un forte accrescimento. Si assistette ad una lenta ma progressiva evoluzione della fisionomia fisica ed economica di Minerbe, che vide sorgere nel suo territorio molte piccole industrie e, negli anni successivi, anche la formazione di una zona industriale e di una artigianale, con il conseguente insediamento di nuove fabbriche di rilevanza addirittura nazionale. In questo clima di tranquillità e di sviluppo la costruzione di nuove civili abitazioni ebbe un notevole incremento, al punto da portare alla formazione di nuove zone residenziali fornite di tutte le necessarie infrastrutture. Dalla vecchia sede, situata sotto il loggiato dell'ex Municipio, l'Ufficio postale venne trasferito nel fabbricato delle ex scuole elementari e, il primo giugno 1987, spostato nell'attuale domicilio in via Europa. Dimostratasi insufficiente per le mutate esigenze, pure la sede municipale venne portata in via Marconi, dove tuttora si trova, offrendo un più ampio e adeguato servizio per la gente.

### Simboli
Con DPR del 24 settembre 1997, dopo vent'anni d'attesa, Minerbe ottiene un proprio stemma:
 Da quanto ricavato in alcuni documenti, pare che il simbolo precedente non fosse una colomba con il ramo d'ulivo, bensì un uccello di un'altra specie, si pensa una civetta, che nulla avrebbe tenuto col becco.
Il gonfalone in uso è un drappo di bianco con la bordatura di azzurro riccamente ornato di ricami d'argento.

## Monumenti e luoghi d'interesse

### Architetture religiose

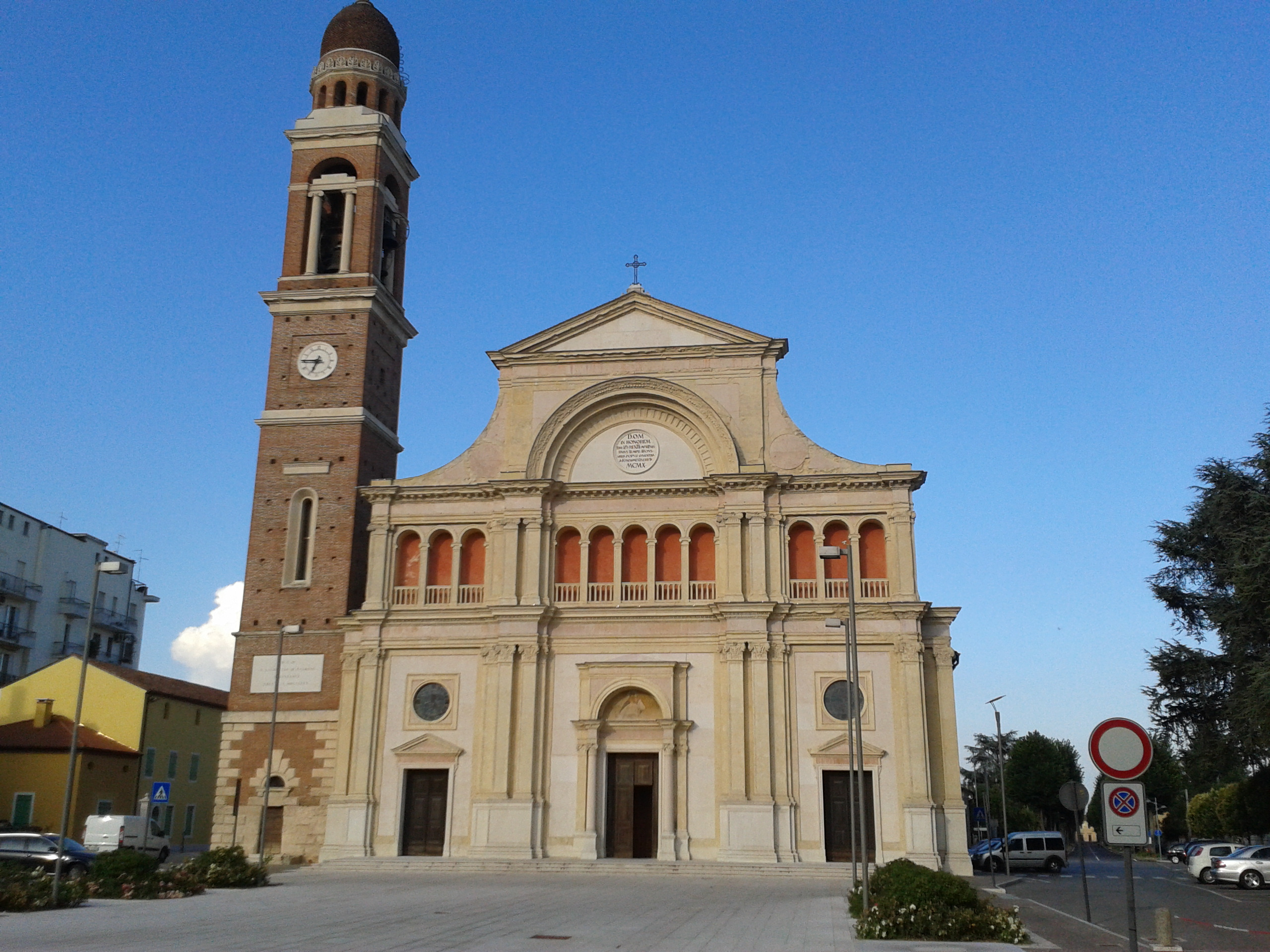
Chiesa parrocchiale di San Lorenzo

#### Chiesa parrocchiale
La chiesa parrocchiale sorge su un'antica piazza del 1300 ed è intitolata al patrono san Lorenzo. La chiesa è in stile gotico romanico e si compone di tre navate. Nel XV secolo, la parrocchia assegnò all'antica pieve la funzione di cimitero con annesso il fonte battesimale. Nel 1824 l'arciprete Filippo Accordi diede inizio all'ampliamento e alla ricostruzione di una chiesa preesistente. L'attuale chiesa è infatti sorta sopra di questa e la sua costruzione fu terminata nel 1848. La facciata venne conclusa a posteriori nel 1911. Il campanile venne ultimato nel 1859 e vi furono collocate sei nuove campane.

#### Antica pieve di San Zenone
L'antica pieve di San Zenone affonda le sue origini in epoca romana, quando ini trovava il tempio dedicato al culto della dea Minerva. come dimostrano numerosi reperti tra cui le fondamenta. Nel 1035, sostituendone il nome Chiesa attribuitagli nel X secolo, viene definita Pieve perché provvista di fonte battesimale, quindi è da considerarsi una delle più antiche di tutto il veronese. È nominata in una bolla di Eugenio III del 1145, la Piae postulatio voluntatis, e in un diploma dell'imperatore Federico I nell'anno 1155. Nell'anno 1923 la chiesa fu ampliata con la costruzione di due grandi cappelle laterali, mentre nel 1937 fu realizzata l'attuale facciata in mattoni di cotto a vista in stile settecentesco. Nelle due grandi nicchie laterali trovano collocazione le statue, opera dello scultore Ubaldo Fontana, dei santi eremiti Benigno e Caro che, nell'anno 807, trasportarono il corpo di San Zeno dalla piccola chiesa in Oratorio, nell'attuale basilica. All'interno è conservato un prezioso battistero del 1454 e una scultura lignea, raffigurante la Madonna in trono, del XV secolo. Il nuovo e maestoso campanile, rivestito di marmi e mattoni, fu costruito nel 1994, all'interno del quale furono messe cinque nuove campane.

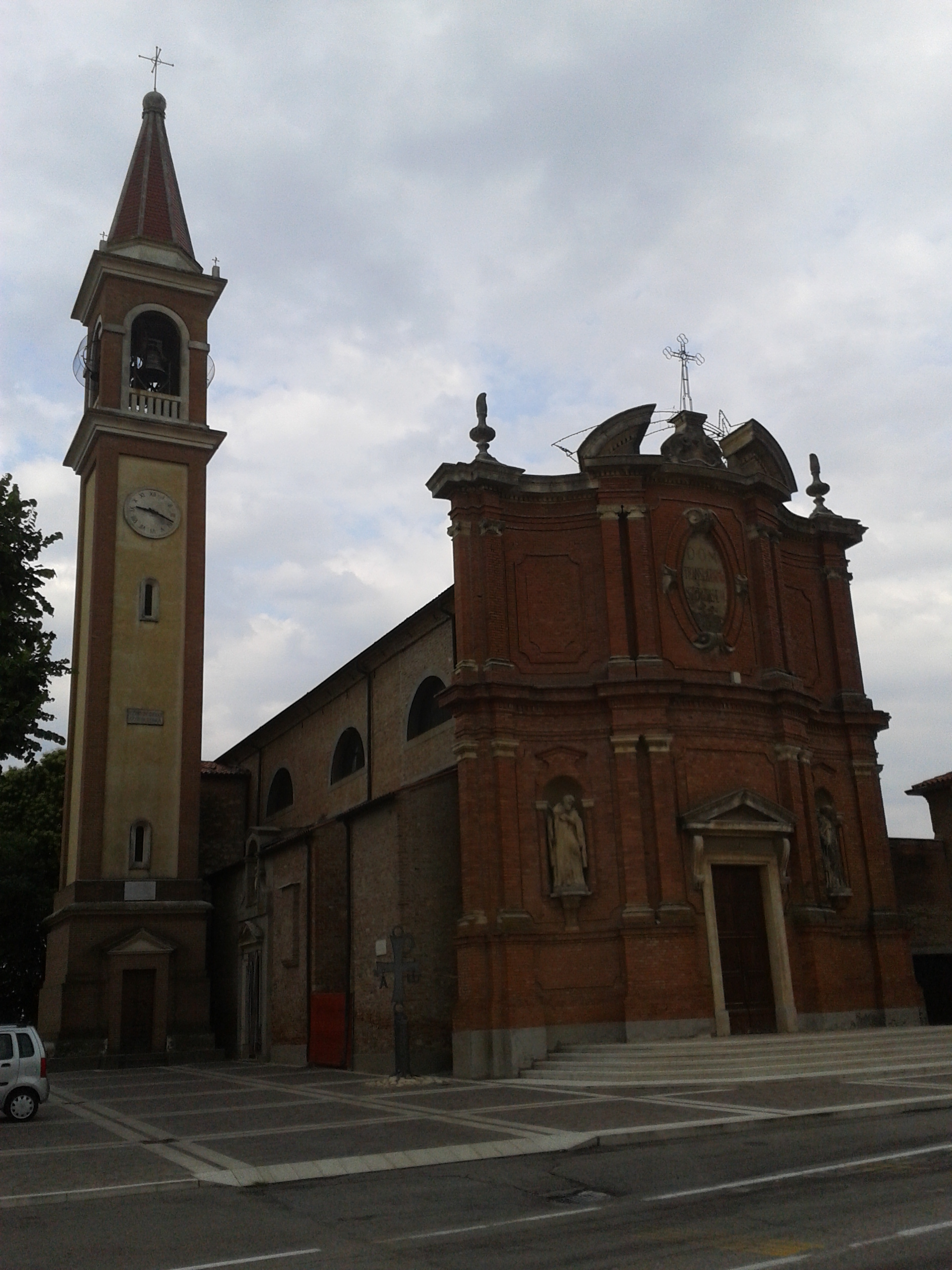
Chiesa di San Zenone

#### Chiesa di Santa Lucia a Ospedaletto
Questa chiesa, denominata Santa Maria dell'Ospedale, pare collochi la sua antichissima origine nel secolo IX, anche se i suoi elementi costruttivi indicano con maggior certezza una datazione risalente al secolo XIV. Di essa si trova menzione nel 1526 quando, in una sua visita pastorale, il vescovo Gian Matteo Giberti ispezionò l'ospedale annesso alla chiesa. Venerati a quel tempo erano i santi Rocco e Sebastiano, invocati durante pestilenze e malattie infettive, mentre il luogo si trasformava in lazzaretto. Considerato il grave degrado in cui la chiesa e gli edifici adiacenti versavano, il 19 ottobre 1765 il vescovo Nicolò Antonio Giustiniani ordinò il restauro generale del complesso. Dopo gli interventi del 1773, si trova ancora menzione dell'ospedale in alcune lettere del 1809 e del 1810, indirizzate alla Curia di Verona. Nel 1809 la chiesa divenne proprietà del Pio Istituto Elemosiniere di Santa Maria dell'Ospedale, che si occupava della cura di orfanelli e trovatelli. Scioltosi l'ente, la proprietà passò al Comune. Altri lavori di restauro vennero eseguiti nel 1957 e nel 1984, quando si rinvennero pregevoli affreschi di carattere devozionale risalenti al XIV secolo. La chiesa presenta una sobria facciata di stile neoclassico e all'interno si trova l'altare in stile barocco.

#### Chiesa di Santo Stefano
Di questa chiesetta si trova citazione nelle visite pastorali del vescovo Gian Matteo Giberti, dove si annotano situazioni di degrado. Nel 1881 fu demolita con il solo recupero della campanella. Nel 1903 fu posta sotto iniziativa popolare la prima pietra per la nuova costruzione. All'inizio si trattava di una piccola chiesa con solo una campana ove si celebravano poche messe (di norma solo quella di Santo Stefano e in altre rare occasioni). Verso gli anni venti iniziarono i lavori per la costruzione del campanile, l'ampliamento e l'erezione di una nuova facciata, la cui inaugurazione avvenne nel 1925. Il 24 maggio 1948, con il consenso popolare, fu istituita anche la festa di Santa Maria Ausiliatrice. La chiesa è ornata da quattro ex voto per grazie ricevute e la scarna sacrestia da un bel crocefisso e da un'antica statua del Santo.

#### Chiesa della Maternità di Maria ad Anson
La costruzione deriva, secondo la tradizione, da un vecchio Capitello votivo, fu fatta costruire da Giovanni Farina nel 1858 e furono apportate varie modifiche, tra cui l'aggiunta di arredi sacri per celebrare la messa. Agli inizi del Novecento venne alzato il campanile e poste le campane nel 1935; successivamente furono eseguiti vari lavori di restauro, l'allungamento della chiesa e delle adiacenze. La pavimentazione dell'area nei pressi dell'edificio fu eseguita nel 1983. La chiesetta è dedicata alla Divina maternità di Maria.

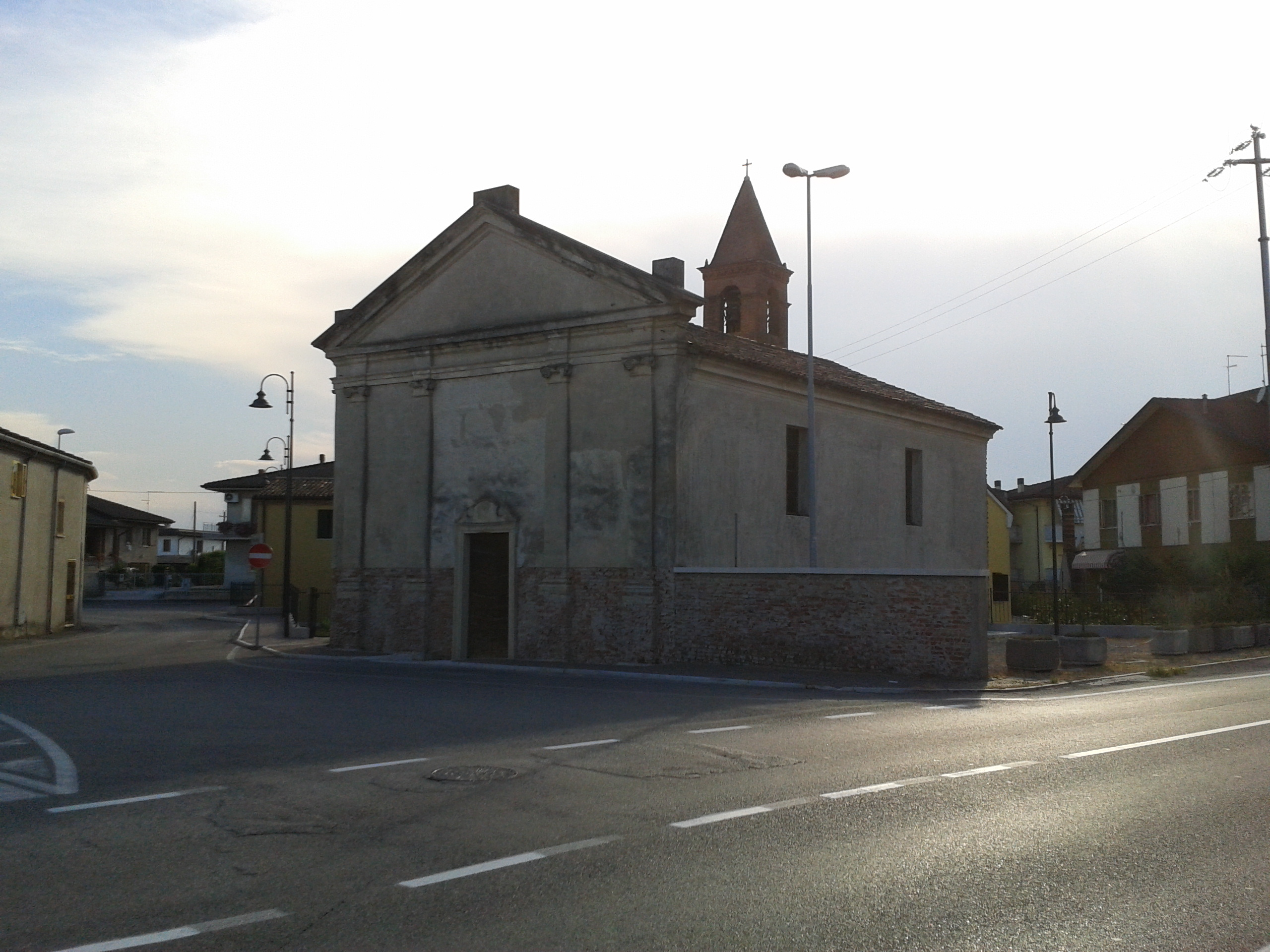
Chiesa di Santa Lucia

### Architetture civili

#### Villa Spolverini
Costruzione del XIV secolo a due piani in pianta quadra, con soffitti in legno, numerosi affreschi e dotata di corte sostenuta da colonnati di ordine dorico.

#### Palazzo Bighignatus

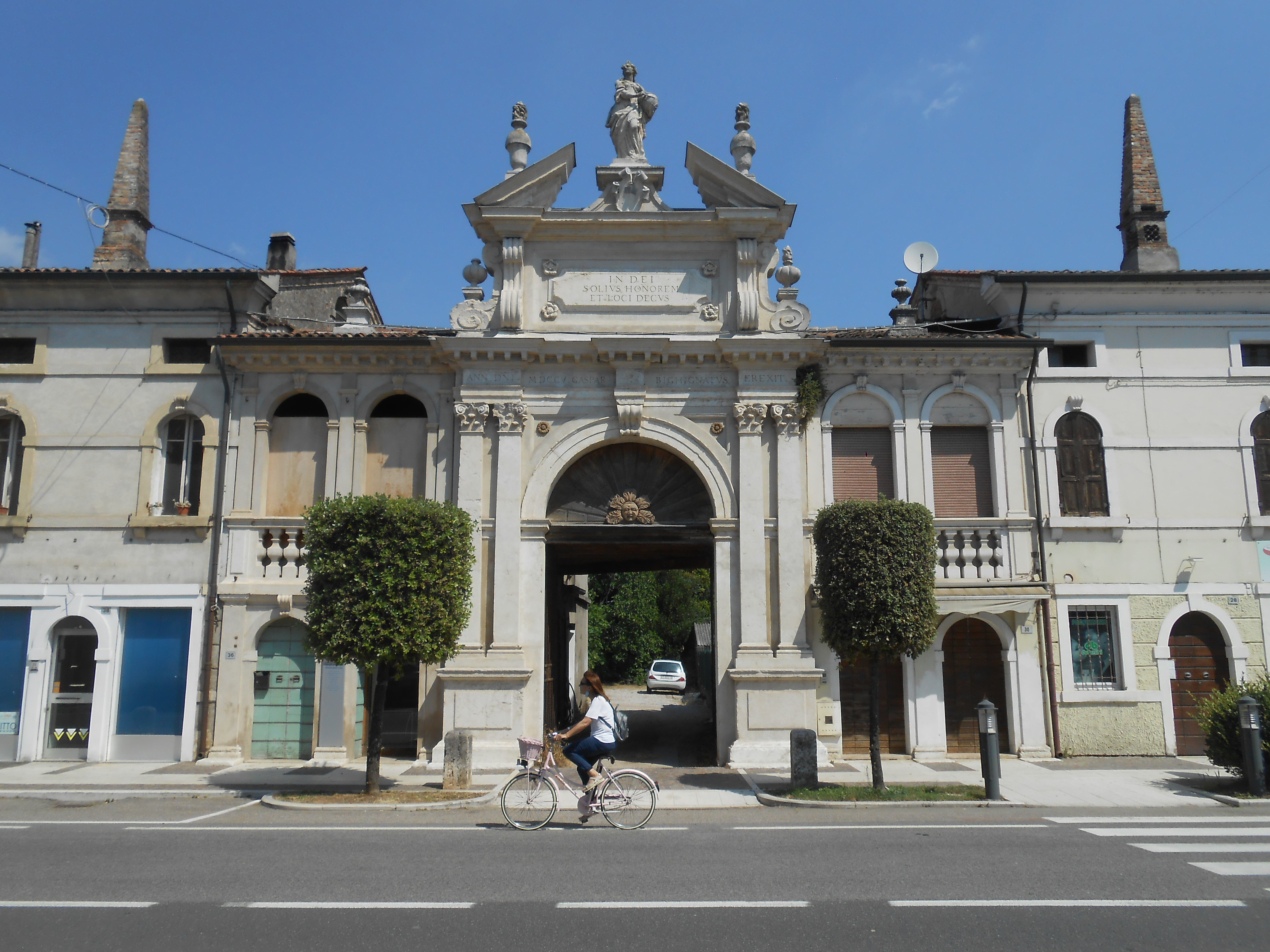
Palazzo Bighignatus

Il palazzo, che sorge lungo la via principale del paese. Questo caseggiato, in stile barocco di inizio Settecento (fu eretto da Gasparo Bighignato nel 1705), possiede un portale al centro e due portali minori per parte. Doppie colonne addossate in stile ionico, sorrette da due plinti danno slancio all'edificio, sostengono un architrave con decorazione a dentelli. Appena sopra un frontespizio, attorniato da due volute alla base, riporta una dedica in latino che riassume il significato del "IN DEI SOLIUS HONOREM ET LOCI DECUS" ("in onore all'unico Dio e al decoro del paese"). Una statua di una donna irrompe la scena rompendo il timpano.

#### Villa Weill Weiss
Risalente al 1868, appartenente all'omonimo barone austriaco Ignazio che, sul cancello d'entrata in ferro battuto, aveva fatto apporre le sue iniziali.

#### Villa Ferri
Costruzione in stile neoclassico con il timpano ornato da tre pinnacoli.

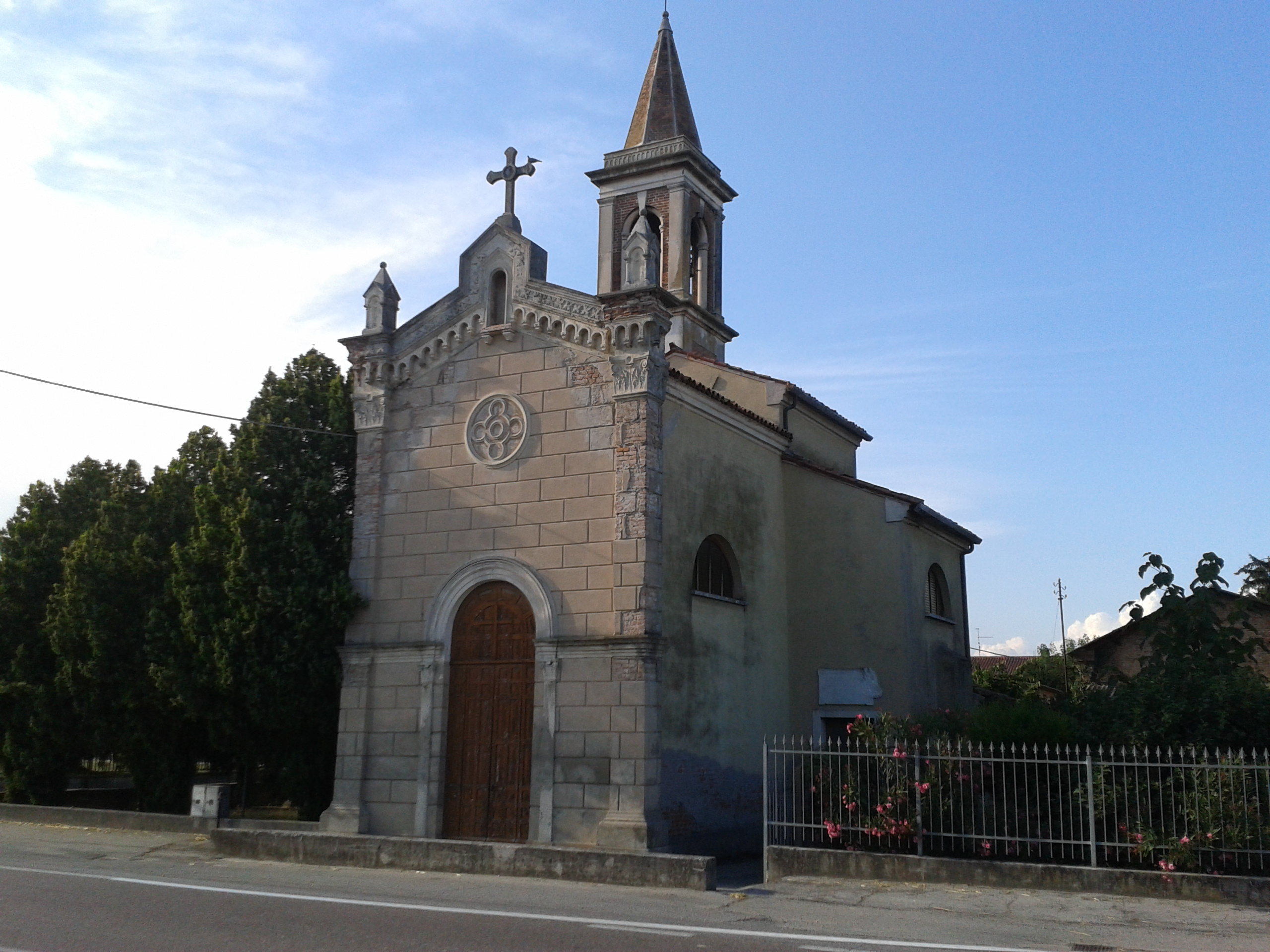
Chiesa di Santo Stefano

#### Villa Burzio
Complesso architettonico del XIV secolo. Il suo elegante timpano è decorato da cuspidi e pinnacoli che danno slancio all'intera struttura.

#### Villa Angiari
Edificio sobrio ed elegante del 1700.

#### Villa Pignolati-Nichesola
Caratterizzata da tre archi sormontati da un balcone balaustrato.

#### Villa Bernini-Cavazzocca
Palazzetto in stile veneziano recentemente ristrutturato con torre quadrangolare ed ampia scala d'accesso a doppia rampa che conduce al piano nobile.

#### Villa Stoppazzola
Villa che risale al 1300 e ristrutturata con stile floreale.

#### Villa Visconti
Edificio del secolo XVII in località Santo Stefano, caratterizzato dallo stemma nobiliare.

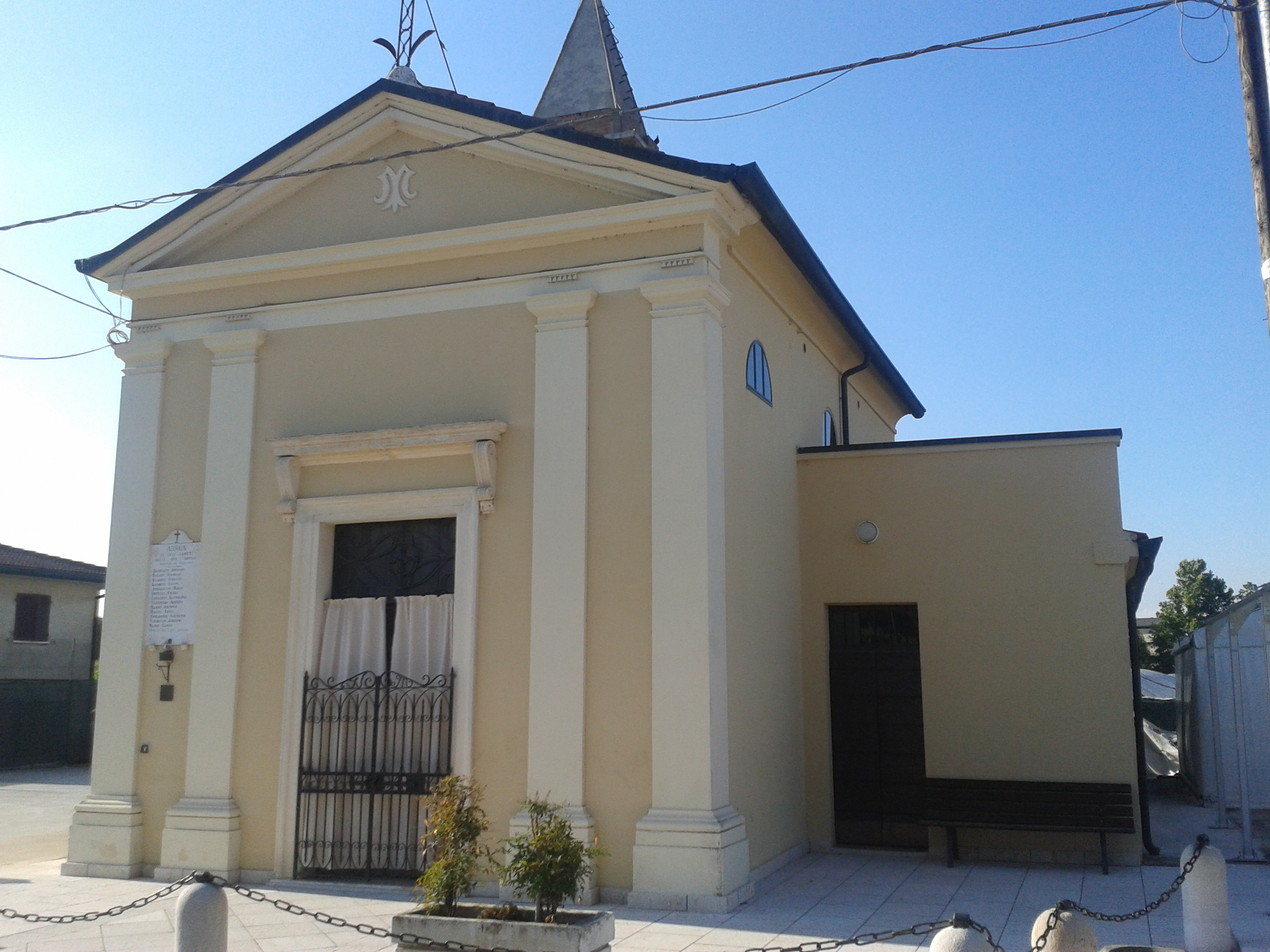
Chiesa della Maternità di Anson

#### Villa Spolverini-Buri-Bernini
Edificio risalente al XV secolo appartenente ai conti Buri, in origine Spolverini, dal tipico disegno rinascimentale veneto, inquadrata dalle colonne in mattone del portone d'accesso, esempio esplicativo di una bella e funzionale corte nobiliare. È situata nella frazione di Anson e fa parte di tale complesso anche la chiesetta dedicata a sant'Antonio di Padova, la cui porta d'entrata riecheggia lo stemma degli Spolverini.

#### Villa Bernini
Villa del XV secolo con spaziosa aia in cotto contornata da altre costruzioni. Di stile rinascimentale, essa conserva all'interno splendidi soffitti lignei, sublimi dipinti e pareti affrescate.

#### Villa Guarienti
Costruzione padronale, anch'essa dotata di aia e di barchessa. Quasi nascosta dal muro di recinzione e dalle piante sul ciglio della strada, è prossima alla piazza di San Zenone. Di origine remote, potrebbe rientrare tra i beni acquistati nel 1407 dai Guarenti dalla Camera di Verona. Le iscrizioni riportano i restauri operati da conti e contesse. La villa disponeva di un giardino antistante l'entrata principale, da cui si poteva accedere alla cappella (ora scomparsa) e alla grotta contenente la statua di San Gerolamo.

### Altro
Nel mezzo della storica piazza, di fronte alla chiesa parrocchiale, si trova una statua in memoria dei caduti durante i conflitti mondiali.
Dalla vigilia di Natale a fine gennaio è allestito, all'interno della chiesa parrocchiale dedicata a san Lorenzo, il tradizionale presepe monumentale meccanico di 40 metri quadri, metratura che lo rende uno dei più grandi della zona. Il presepe, che ogni anno richiede mesi di lavoro da parte di un gruppo di volontari, viene di volta in volta aggiornato nelle strutture e nelle ambientazioni, offrendo un'attrazione che, nel Natale 2017, ha raggiunto il ragguardevole traguardo della 40ª edizione.

## Società

### Evoluzione demografica
Abitanti censiti

### Etnie e minoranze straniere
Secondo i dati ISTAT del 1 gennaio 2022 la popolazione straniera era di 433 persone, di cui 186 maschi e 201 femmine, le quali rappresentano il 9,6% della popolazione. Le nazionalità maggiormente rappresentate in base alla loro percentuale sul totale della popolazione straniera residente erano:
1. Marocco: 208 - 48,04%
2. Romania: 52 - 12,01%
3. Senegal: 36 - 8,31%
4. India: 24 - 5,54%
5. Costa d'Avorio: 22 - 5,08%

## Economia
Le principali colture del passato erano, il granturco, il frumento, l'orzo e l'erba medica. Un'ulteriore coltivazione era quella della vite, accompagnata dall'allevamento di bestiame bovino ed equino. Era diffusa la coltura del gelso, usato per l'allevamento del baco da seta, attività fiorente già dal 1800 fino all'inizio Novecento. Particolare attenzione veniva riservata alla coltura del riso. Nei secoli XV e XVI era diffusa la lavorazione della ceramica. L'industria, invece, sorse nella seconda metà del XIX secolo ed era concentrata in alcuni stabilimenti: una fabbrica per la tosatura, uno stabilimento bacologico (1872), una fabbrica per la lavorazione del truciolo (1885), una fornace per laterizi (1902), un caseificio sociale (1922), un centro di raccolta e di lavorazione del tabacco (1920). Sono presenti aziende che operano nel settore metalmeccanico e nella trasformazione dei prodotti ortofrutticoli.

## Infrastrutture e trasporti
Dal 19 aprile 1925 al 2 settembre 1967 a Minerbe era presente una delle stazioni della linea ferroviaria Treviso-Ostiglia, poi disabilitata al trasporto delle merci tramite convogli dal 1993. Dal 1997 in poi lungo la tratta che collega la fermata a Legnago e Cologna Veneta sono accantonate le carrozze centoporte utilizzate nel periodo nazista.
Le principali strade che si snodano nel territorio minerbese sono la Strada Regionale 10, ex strada statale 10 Padana Inferiore, e le Strade Provinciali 500 (che collega il centro a Cologna Veneta), 18 (che congiunge con Bonavigo e Albaredo d'Adige) e la 41 (diretta alla frazione di San Zenone).

## Amministrazione
Fa parte dell'Unione comunale Dall'Adige al Fratta. L'unione è composta da cinque comuni: Bevilacqua, Bonavigo, Boschi Sant'Anna, Minerbe e Terrazzo.
| Periodo      | Periodo      | Primo cittadino   | Partito                            | Carica      | Note       |
| ------------ | ------------ | ----------------- | ---------------------------------- | ----------- | ---------- |
| giugno 1985  | giugno 1990  | Leonello Bertoldi | Democrazia Cristiana               | Sindaco     | [ 10 ]     |
| giugno 1990  | aprile 1995  | Tullio Ferrari    | Democrazia Cristiana               | Sindaco     | [ 11 ]     |
| aprile 1995  | ottobre 1996 | Ezio Cannavò      | Lista civica                       | Sindaco     | Decesso    |
| maggio 1995  | aprile 1997  | Giovanni Pesenato | Lista civica                       | Vicesindaco | Dimissioni |
| aprile 1997  | maggio 2001  | Tullio Ferrari    | Lista civica                       | Sindaco     | [ 14 ]     |
| maggio 2001  | maggio 2006  | Tullio Ferrari    | Lista civica                       | Sindaco     | [ 15 ]     |
| maggio 2006  | maggio 2011  | Carlo Guarise     | Lista civica                       | Sindaco     | [ 16 ]     |
| maggio 2011  | giugno 2016  | Carlo Guarise     | Lista civica "Rinasce Minerbe"     | Sindaco     | [ 17 ]     |
| giugno 2016  | ottobre 2021 | Andrea Girardi    | Lega Nord, eletto con lista civica | Sindaco     |            |
| ottobre 2021 | in carica    | Andrea Girardi    | Lega, eletto con lista civica      | Sindaco     |            |

### Gemellaggi
- Schwabenheim an der Selz, dal 2001

## Sport
La squadra di calcio A.S.D. Minerbe, nata nel 1934, ha disputato campionati dilettantistici regionali.